# مفطورة بشرية
المفطورة البشرية (الاسم العلمي: Mycoplasma hominis) هي نوع من البكتيريا تتبع جنس المفطورة من فصيلة المفطورات.